# Abraxas monychata
Abraxas monychata är en fjärilsart som beskrevs av Felder 1875. Abraxas monychata ingår i släktet Abraxas och familjen mätare. Inga underarter finns listade i Catalogue of Life.